# Solanum conglobatum
Solanum conglobatum är en potatisväxtart som beskrevs av Michel Félix Dunal. Solanum conglobatum ingår i släktet skattor som ingår i familjen potatisväxter. Inga underarter finns listade i Catalogue of Life.